# Vállus
Vállus è un comune dell'Ungheria di 147 abitanti (dati 2001). È situato nella contea di Zala.